# WWE Clash of Champions (2016)
Clash of Champions (2016) — pay-per-view шоу «Clash of Champions», що проводиться федерацією реслінгу WWE, в якому брали участь лише бійці арени Raw. Шоу відбулося 25 вересня 2016 року в Бенкєрс Лайф-філдхаус у місті Індіанаполіс, Індіана, США. Вісім матчів відбулися під час шоу, один з них перед показом. 